# Giriyammanapalya, Madhugiri
Giriyammanapalya là một làng thuộc tehsil Madhugiri, huyện Tumkur, bang Karnataka, Ấn Độ.